# Zœbersdorf
Zœbersdorf (em alemão:  Zöbersdorf) é uma ex-comuna francesa na região administrativa de Grande Leste, no departamento Baixo Reno. Estendeu-se por uma área de 1,85 km². Em 2010 a comuna tinha 177 habitantes (densidade: 95,7 hab./km²).
Em 1 de janeiro de 2018 foi fundida com a comuna de Geiswiller para a criação da nova comuna de Geiswiller-Zœbersdorf.